# Comté de Presidio
Le comté de Presidio, en anglais : Presidio County, est un comté situé dans l'ouest de l'État du Texas aux États-Unis. Fondé le 3 janvier 1850, son siège de comté est la ville de Marfa. Selon le recensement des États-Unis de 2020, sa population est de 6 131 habitants. Le comté a une superficie de 9 986,7 km2, dont 9 985 km2 en surfaces terrestres. Situé à la frontière avec le Mexique, le comté est baptisé en référence au Presidio del Norte, une fortification et une localité, du XVIIe siècle, situés le long de la rivière. Le fort s'appelait également Presidio del Norte de la Junta de los Ríos et Presidio de Belén.

## Organisation du comté
Le comté est fondé le 3 janvier 1850, à partir de terres n'appartenant à aucun autre comté, appelées Non-County Area 16. Après plusieurs réorganisations foncières, il est définitivement organisé et autonome, en 1875.
Le nom du comté fait référence au presidio, mot espagnol signifiant garnison de soldats. Il est nommé en mémoire du Presidio del Norte, un fort, également appelé Presidio del Norte de la Junta de los Ríos et Presidio de Belén et une localité, situés dans la région La Junta de los Ríos, à la jonction du Río Conchos et du Río Grande.

## Géographie

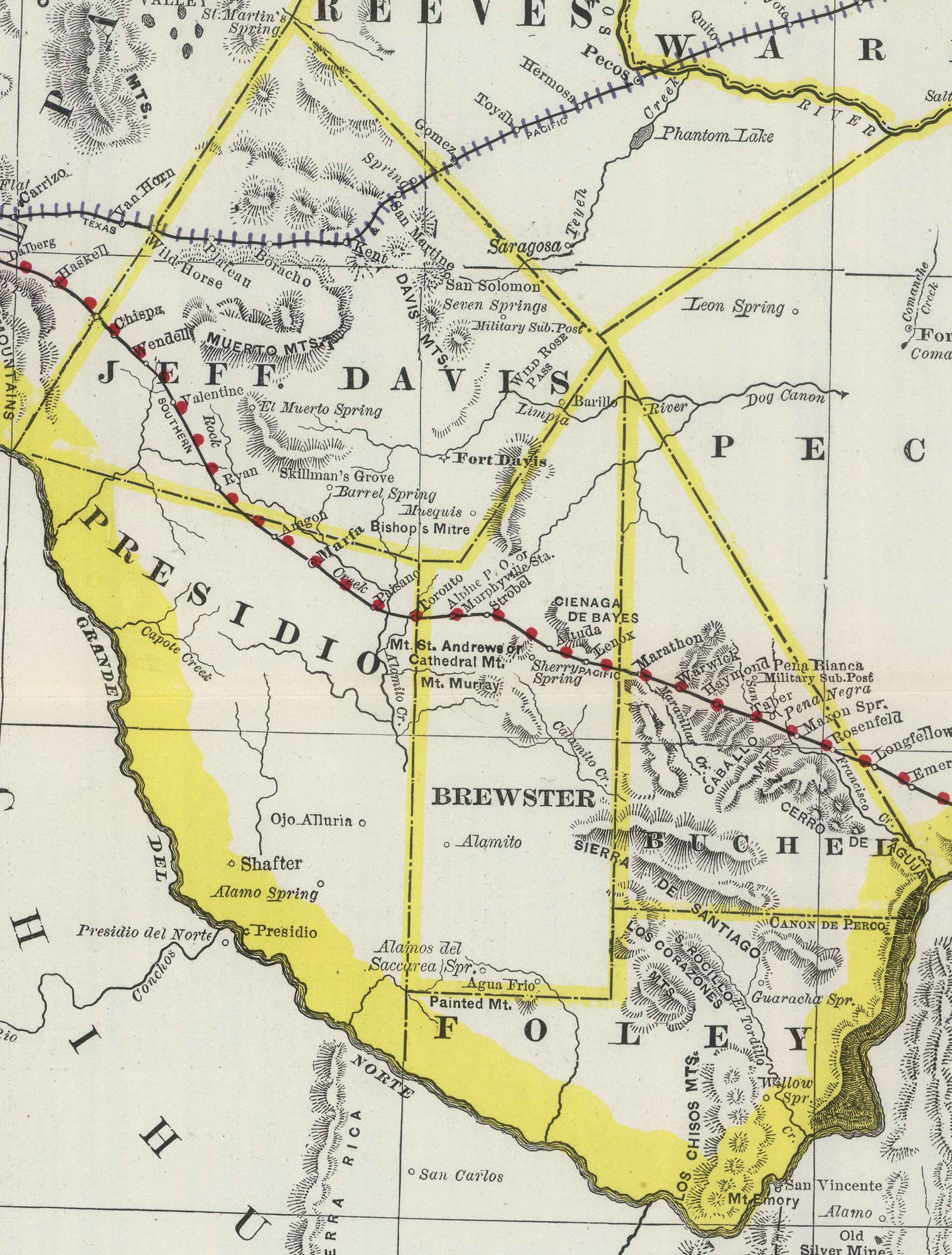
Carte du comté de Presidio et des comtés de Brewster, Buchel, Foley et Jeff Davis créés à partir du comté de Presidio en 1887. Les comtés de Buchel et de Foley ont été supprimés et intégrés à celui de Brewster, en 1897.

Le comté de Presidio, fait partie de la région du Trans-Pecos, dans l'ouest du Texas aux États-Unis,,.
Il est bordé à l'ouest et au sud, par le fleuve Río Grande, qui forme la frontière naturelle du comté mais aussi des États-Unis avec le Mexique. Le comté est situé en face de l'État de Chihuahua et des municipalités de Guadalupe (en), à l'ouest, d'Ojinaga (en), au sud-ouest, et de Manuel Benavides (es), au sud.
Le comté a une superficie totale de 9 986,7 km2, composée de 9 985 km2 de terres et de 1,77 km2 de zones aquatiques.
Il n'y a pas de cours d'eau permanents dans le comté, bien que de nombreux arroyos asséchés deviennent des torrents déchaînés pendant les fortes pluies. Les principaux sont l'Alamito Creek (en), le Cibolo Creek, le Capote Creek et le Pinto Canyon. Le barrage San Esteban est construit sur l'Alamito Creek, en 1911. Les altitudes du comté sont comprises entre 767 mètres et 2 355 mètres.

## Comtés adjacents
| Comté d'Hudspeth | Comté de Jeff Davis |                   |
|                  | comté de Presidio   | Comté de Brewster |
|                  |                     |                   |

## Démographie
Lors du recensement de 2010, le comté comptait une population de 7 818 habitants. Elle est estimée, en 2017, à 7 156 habitants,.
| Groupes           | Comté de Presidio | Texas | États-Unis |
| ----------------- | ----------------- | ----- | ---------- |
| Blancs            | 85,9              | 70,4  | 72,4       |
| Autres            | 9,7               | 10,6  | 6,4        |
| Métis             | 1,9               | 2,5   | 2,7        |
| Asiatiques        | 1,0               | 3,8   | 4,8        |
| Amérindiens       | 0,7               | 0,7   | 0,9        |
| Afro-Américains   | 0,6               | 11,9  | 12,6       |
| Total             | 100               | 100   | 100        |
|                   |                   |       |            |
| Latino-Américains | 83,4              | 37,9  | 16,7       |

Pyramide des âges du comté de Presidio (2000).

Selon l'American Community Survey, pour la période 2011-2015, 82,09 % de la population âgée de plus de 5 ans déclare parler l'espagnol à la maison, 13,64 % l'anglais, 1,61 % déclare parler le tagalog, 1,56 % le coréen et 1,1 % une autre langue.

### Source de la traduction
- (en) Cet article est partiellement ou en totalité issu de l’article de Wikipédia en anglais intitulé « Presidio County, Texas » (voir la liste des auteurs).